# Silviu Simioncencu
Silviu Simioncencu, född den 13 december 1975 i Crişan, Rumänien, är en rumänsk kanotist.
Han tog bland annat VM-guld i C-2 1000 meter i samband med sprintvärldsmästerskapen i kanotsport 2003 i Gainesville, Georgia.